# Radikal 36
Das Radikal 36 mit der Bedeutung „Abend“ (Bild eines Mondes Radikal 74 月 halb über dem Horizont) ist eines von 31 traditionellen Radikalen der chinesischen Schrift, die aus drei Strichen bestehen. Es gibt weitere Radikalzeichen, die diesem Zeichen ähnlich sehen. 
Die Siegelschrift-Form dieses Schriftzeichens lässt eine deutliche Ähnlichkeit mit dem Schriftzeichen 月 (= Mond) erkennen. Allerdings fehlt 夕 ein Querstrich. 夕 stellt also einen reduzierten Mond dar, der noch nicht so hell scheint. Die von 夕 regierten Zeichen stehen in der Regel auch in diesem Sinnzusammenhang: 夜 (= Nacht), 梦 (= Traum), 飧 (= Abendessen).
多 (duo = viel) ist ein kombiniertes Zeichen: Abenddämmerung reiht sich an Abenddämmerung. Allerdings gibt es noch eine weitere Erklärung. Demnach leitet sich 多 (= viel) von den zwei übereinanderstehenden Komponenten 肉 (= Fleisch) ab, dessen Orakelknochen-Form sehr stark dem Zeichen 夕 ähnelt. Fleisch oben und Fleisch unten = viel Fleisch = viel.
Radikal 78 歹 (= schlecht) trägt unten zwar anscheinend ebenfalls das Radikal 夕, doch haben weder Herkunft noch Bedeutung des Zeichens etwas mit diesem Radikal zu tun. In den verkürzten Zeichen 岁 (= Jahr, Lebensjahr) und 罗 (= Fangnetz) hat 夕 nur mehr eine allgemeine Unterscheidungsfunktion.
夕 fungiert bisweilen auch als Lautträger, zum Beispiel in 汐 (= Abendflut, mit drei Wassertropfen 氵als Sinnträger), 穸 (in 窀穸 = Totengrube, mit der Höhle 穴 im zweiten Zeichen als Sinnträger) und 矽 (= Silizium, mit dem Stein 石 als Sinnträger).

## Schriftzeichenverbindungen, die vom Radikal 36 regiert werden
| Striche | Zeichen  |
| ------- | -------- |
| +0      | 夕       |
| +02     | 外 夗 夘 |
| +03     | 夙 多 夛 |
| +05     | 夜 夝    |
| +07     | 夞 够    |
| +08     | 夠 梦    |
| +09     | 夡       |
| +11     | 夢夣夤夥 |

 Im Unicodeblock Kangxi-Radikale ist das Radikal 36 unter der Codepointnummer 12.067 (U+2F23) codiert.